# Niemczyk (Pologne)
Pour les articles homonymes, voir Niemczyk.
Niemczyk est un village de Pologne situé en Couïavie-Poméranie, dans le gmina de Papowo Biskupie. Le village a une superficie de 317,17 hectares.

## Histoire
La première mention du village une source écrite date de 1423-1424. Dans les chroniques et les documents, il apparaît sous les noms de Bartilnicz (1423-1424), Bartilwicz (1438), Barthlomeicz (1570), Niemczyk (1647), Bartłomiejowice Miemczyk (1682), Niemczyg (1796-1802), Bartelmitz (1886).
Au Moyen Âge, Niemczyk est la propriété d'un chevalier. Les propriétaires ultérieurs du village sont : Niemcz (1570), Pieczewski, Żegleński, Głuchowski (1667), Szczuka (1746), Gąsiorowski (1795), Wangenheim (1806).
Du XIXe siècle siècle à 1945, le village appartient à la famille Witte. En 1945, le domaine est nationalisé.

## Population
Le premier recensement des habitants de Niemczyk a lieu en 1773 et le village y compte 58 habitants.
En 2021, le village compte 219 habitants.

## Religion
Niemczyk appartient à la paroisse Saint-Nicolas de Papowo Biskupie (pl).